# Augenfleckwels
Der Augenfleckwels (Auchenoglanis occidentalis) ist eine Welsart aus der Familie der Auchenoglanididae die im tropischen Afrika in Seen und großen Flüssen weit verbreitet ist. 

## Verbreitung
Das Verbreitungsgebiet reicht in Nordostafrika vom ägyptischen Nil (im Süden bei Luxor und Assuan) über den Weißen und Blauen Nil im Sudan, dem Tekeze-Setit, Baro, Omo und Wabishebelle in Äthiopien bis zum Turkanasee und Juba. In Westafrika kommt er unter anderem im Senegal, Gambia, Casamance, Corubal, Géba,  Sassandra, Bandama, Comoé, im Stromgebiet des Volta, im Niger und Ogun, im Einzugsgebiet des Tschadsee und im Cross River vor. Im äußersten Westen seines Verbreitungsgebietes lebt er sympatrisch mit Auchenoglanis biscutatus. Generell fehlt Auchenoglanis occidentalis in Gewässern die stark bewaldete Gebiete durchfließen. Trotzdem gibt es auch Vorkommen im Stromgebiet des Kongo. Die östlichsten Vorkommen befinden sich in einigen großen Seen Ostafrikas, im Albertsee und Edwardsee, sowie im Tanganjikasee und seinen Zuflüssen Rusizi und Malagarasi.

## Merkmale
Der Augenfleckwels wird maximal 70 cm lang. Der Wels hat einen mäßig gedrungenen Körper, der völlig schuppenlos ist. Die Schnauze ist spitz und von drei Bartelpaaren umgeben von denen das unterste am längsten ist und bis zum Rand des Kiemendeckels reicht. Rückenflosse und Brustflossen verfügen über kräftige Stachelstrahlen, die arretiert werden können. Die Fettflosse ist groß. Die Färbung des Augenfleckwels ist entsprechend dem großen Verbreitungsgebiet variabel und er ist bei beiger Grundfarbe entweder gleichmäßig mit eng stehenden dunklen Punkten oder großen, unregelmäßigen oder wabenförmigen braunen bis olivbraunen Flecken bedeckt, die durch helle, gitterartige Linien geteilt werden. Auch einfarbig dunkelbraune bis hell lilabraune Exemplare kommen vor. Die Unterseite ist weißlich-gelb.
- Flossenformel: Dorsale I/7–8, Anale III–IV/7–8, Pectorale 1/8–9,Ventrale 1/5.

## Lebensweise
Auchenoglanis occidentalis lebt in großen Seen und Flüssen vor allem in flachen Bereichen mit Schlammböden. Er ist ein Allesfresser und ernährt sich vor allem von Plankton, Weichtieren, Samen und Detritus. Die Eier werden in ein Nest gelegt und vom Männchen bewacht, nach dem Schlupf auch die Jungfische. Im Tanganjikasee legt der Kiemensackwels Dinotopterus cunningtoni seine Eier in die Nester des Augenfleckwels die dann von diesem bewacht und geschützt werden.